# Metriochroa pergulariae
Metriochroa pergulariae là một loài bướm đêm thuộc họ Gracillariidae. Nó được tìm thấy ở Nam Phi.
Ấu trùng ăn Pergularia daemia và Pergularia extensa. Chúng ăn lá nơi chúng làm tổ.